# Bristol Brabazon
Bristol Type 167 Brabazon je bilo predlagano orjaško osemmotorno propelersko potniško letalo za čezatlantske lete. Kljub velikosti, primerljivi s sodobnim Boeingom 767, je imelo samo 100 sedežev, vsak potnik bi imel sorazmerno velik prostor.
Prototip je prvič poletel leta 1949, letalske družbe so ocenile letalo za preveliko in predrago za ekonomično uporabo. Zgradili so samo en prototip, ki so ga predelali leta 1953, predelali so tudi nedokončano turbopropelersko različico Brabazon I Mk.II.
Med 2. svetovno vojno so Britanci proizvajali večinoma bojna letala, transportna in civilna letala so uvažali iz ZDA. Da ne bi po vojni zaostajali na civilnem področju, so začeli leta 1943 pogovore pod vodstvom Lorda Brabazona za novo letalo.
V t. i. Brabazon Committeeju so študirali o petih različnih načrtih, štiri med njimi so nameravali zgraditi: Tip I je bilo veliko transatlantsko letalo, Tip II je bil za kratke lete, Tip III za srednje lete po Britanskem imperiju in Tip IV reaktivno letalo s hitrostjo 800 km/h.
Bristol je načrtoval velik strateški bombnik že leta 1937, ki pa ga niso zgradili. Leta 1942 je britanski Air Ministry želel težki bombnik s kapaciteto 15 ton bomb. Poganjalo bi ga osem močnih motorjev Bristol Centaurus, imel bi razpon kril 69 metrov in dolet 8000 km. Poznejši bombnik Convair B-36 je bil ameriški različica tega letala. Britanskege bombnika niso nadalje razvijali, osredotočili so se na nadgradnjo Avro Lancaster, ki je vodila do Avro Lincoln.
Bristol 167 naj bi izpolnil zahteve specifikacije Tip I. Imel je 54 metrov dolg trup, razpon kril 70,1 m (več kot Boeing 747) in osem 18-valjnih Bristol Centaurus, ki so poganjali kontrarotirajoče propelerje. Predvidevali so, da bi bili dolgi leti utrujajoči za potnike, zato so namenili vsakemu potniku (6 m³), približno enako manjšemu avtomobilu.

## Tehnične specifikacije (Mark I)
- Posadka: 6-12
- Kapaciteta: 100 potnikov
- Dolžina: 177 ft (54,0 m)
- Razpon kril: 230 ft (70 m)
- Višina: 50 ft (15 m)
- Površina kril: 5 317 ft² (494,0 m²)
- Profil krila: Root T.P.4 (mod) Tip T.P.5
- Prazna teža: 145 100 lb (65 820 kg)
- Maks. vzletna teža: 290 000 lb (130 000 kg)
- Motor: 8 × Bristol Centaurus zvezdasti, 2650 KM (1 860 kW) vsak
- Propelerji: kontrarotirajoči Rotol s tremi kraki
- Premer propelerja: 16 ft (4,9 m)
- Kapaciteta goriva: 13 650 Imp gal (61 971 L)
- Maks. hitrost: 300 mph (260 vozlov, 480 km/h) na višini 25,000 ft
- Potovalna hitrost: 250 mph (220 vozlov, 400 km/h) na višini 25 000 ft
- Dolet: 5 500 mi (4 800 nmi, 8 900 km)at 250 mph na višini 25 000 ft
- Višina leta (servisna): 25 000 ft (7 600 m) pri največji teži
- Hitrost vzpenjanja: 750 ft/min (3,8 m/s) na nivoju morja
- Maks. obremenitev kril: 54 lb/ft² (270 kg/m²)
- Razmerje moč/teža: 0,073 KM/lb (120 W/kg)